# جسر البرج (لندن)
جسر البرج (بالإنجليزية: Tower Bridge)‏ هو جسر معلق ومتحرك في مدينة لندن في بريطانيا يربط بين ضفتي نهر التايمز قرب برج لندن الذي ينسب إليه الجسر، ويعتبر الجسر أحد معالم مدينة لندن وأحد أعلى الجسور ارتفاعًا فيها. وهو بناء مدرج بالدرجة الأولى.

## التصميم
في عام 1876، تشكلت لجنة خاصة لايجاد حل لمشكلة عبور نهر التايمز ولمواجهة الزيادة في النشاط التجاري وحركة النقل، حيث قامت اللجنة بعمل مسابقة لأفضل تصميم لإنشاء جسر يربط ضفتي نهر التايمز ويحل مشكلة عبور النهر مع مراعاة تلبية التوسع المستقبلي في حركة النقل. فاز تصميم المهندس جون وولف باري بمسابقة تصميم الجسر، حيث كانت فكرة التصميم تعتمد على فكرة الجسر المتحرك.

## الافتتاح
افتتح كل من الملك إدوارد السابع (ولي العهد آنذاك) وزوجته ألكسندرا الجسر رسميًا في 30 يونيو 1894.